# Peprilus medius
Peprilus medius és una espècie de peix marí pertanyent a la família dels estromatèids i a l'ordre dels perciformes.

## Descripció
El seu cos, relativament alt, fa 25 cm de llargària màxima i és de color blanc argentat. Musell més curt que el diàmetre de l'ull. Les aletes dorsal i anal són allargades. Absència d'aletes pelvianes. Aleta caudal força bifurcada.

## Reproducció
És externa i tant els ous com les larves, ambdós pelàgics, no gaudeixen de cap mena de protecció per part dels progenitors. Els períodes de més activitat reproductora tenen lloc a l'estiu i la primavera, amb un pic principal al febrer.

## Alimentació
Menja invertebrats bentònics mòbils, celenterats de cos tou i crustacis pelàgics. Blaskovic' et al. afirmen que es nodreix preferentment d'estomatòpodes i eufausiacis. El seu nivell tròfic és de 3,97.

## Hàbitat i distribució geogràfica
És un peix marí, bentopelàgic i de clima tropical, el qual viu des de la superfície de les aigües costaneres fins al fons de la plataforma continental del Pacífic oriental: des de Mèxic (l'oest i el centre del golf de Califòrnia) fins al Perú, incloent-hi Guatemala, El Salvador, Hondures, Nicaragua, Costa Rica, Panamà, Colòmbia, l'Equador (incloent-hi les illes Galápagos) i, probablement també, el nord de Xile. Al Perú es troba associat principalment a Trachinotus paitensis i a Scomberomorus sierra, encara que els exemplars joves prefereixen fer-ho amb meduses pelàgiques.

## Observacions
És inofensiu per als humans, el seu índex de vulnerabilitat és baix (21 de 100) i és important com a espècie comercial (com a esquer o per al consum humà) en alguns països, per la qual cosa és possible que estigui amenaçada a nivell regional a causa de la sobrepesca.